# Pterolophia shiva
Pterolophia shiva là một loài bọ cánh cứng trong họ Cerambycidae.